# Movilele recifale de lângă satul Visoca
Movilele recifale de lângă satul Visoca reprezintă un monument al naturii de tip geologic sau paleontologic în raionul Soroca, Republica Moldova. Sunt amplasate la sud de satul Visoca. Ocupă o suprafață de 15 ha conform Legii ariilor protejate sau 5 ha conform unor măsurări mai recente. Obiectul este administrat de Primăria satului Visoca.

## Descriere
Aria protejată reprezintă un recif de vârstă volhiniană acoperit cu sediment. Vârfurile acestuia, fiind expuse la eroziune, au căpătat forma unor movile.
Cinci movile recifale sunt amplasate la sud de satul Visoca, în amontele vâlcelei Valea Perjei, la o altitudine de 200-210 m deasupra nivelului mării. Ele au fost descrise pentru prima dată de către A. Eberzin în 1948. Aici au fost descoperite alge calcaroase, briozoare și cochilii de Cardium sarmaticum, Spiirobis sp., Modiola sp., caracteristice subetajului Volhinian al etajului Sarmațian.
Spre nord se află două movile cu înălțimea de 9,5 m și 8 m, cu un diametru de aproape 50 m. Lângă un pârâu, la sud-vest, sunt presărate încă trei movile, dintre care cea mai mare stă la altitudinea de 214 m. La 2,5 km nord-vest de sat, în valea unui afluent al râului Căinar, aflorează calcare cu grosimea de cel mult 5,5 m, peste care sunt aranjate argile cenușii de Cubolta. Aici, la adâncimea de 90 cm, se află o intercalație de argilă bentonitică.

## Statut de protecție
Obiectivul a fost luat sub protecția statului prin Hotărîrea Sovietului de Miniștri al RSSM din 13 martie 1962 nr. 111, iar statutul de protecție a fost reconfirmat prin Hotărîrea Sovietului de Miniștri al RSSM din 8 ianuarie 1975 nr. 5 și Legea nr. 1538 din 25 februarie 1998 privind fondul ariilor naturale protejate de stat. Deținătorul funciar al monumentului natural era, la momentul publicării Legii din 1998, Întreprinderea Agricolă „Visoca”, dar între timp proprietar a devenit Primăria satului Visoca. Legea din 1998 atribuie eronat monumentul raionului Dondușeni, deși acesta este localizat în raionul Soroca.
Situl prezintă interes științific de importanță internațională în ce privește cartarea geologică și studiul stratigrafic al formațiunilor sedimentare ale Platformei Est-Europene. De asemenea, este util în studiul bazinelor marine continentale și al evoluției Platformei Moldovenești în perioada sarmațiană.
Conform situației din anul 2016, nu este instalat niciun panou informativ cu informații despre monumentul natural. Este recomandată includerea zonei în trasee turistice.